# Cristóbal de Augusta
Cristóbal de Augusta fue un ceramista español del siglo XVI activo en el barrio de Triana (Sevilla).

## Biografía
Era hijo de Cristóbal de Augusta e Isabel del Castillo, ambos vecinos de Estela (Navarra).  La mayor parte de su obra se encuentra en la ciudad de Sevilla (España). Estuvo afincado en el barrio de Triana y realizó trabajos destinadas a instituciones religiosas y al Alcázar de Sevilla. Se desconoce la fecha exacta de su fallecimiento.

## Obra
- Zócalos situados en los salones del Alcázar de Sevilla. Fueron realizados entre los años 1577 y 1578.
- Panel de la Virgen del Rosario.  Data de 1577 y en la actualidad se encuentra en el Museo de Bellas Artes de Sevilla.[2]
- Panel de la resurrección.  Se encuentra en el Instituto Valencia de Don Juan. No se sabe el año exacto de su realización, pero se cree corresponde al periodo 1570-1580.
- Placa con San Roque. Se encuentra en una colección privada y está fechado en 1575.

### Atribuidas
- Altar de San Agustín en el monasterio de Tentudía.
- Altar de Santiago en el monasterio de Tentudía.

## Galería de imágenes

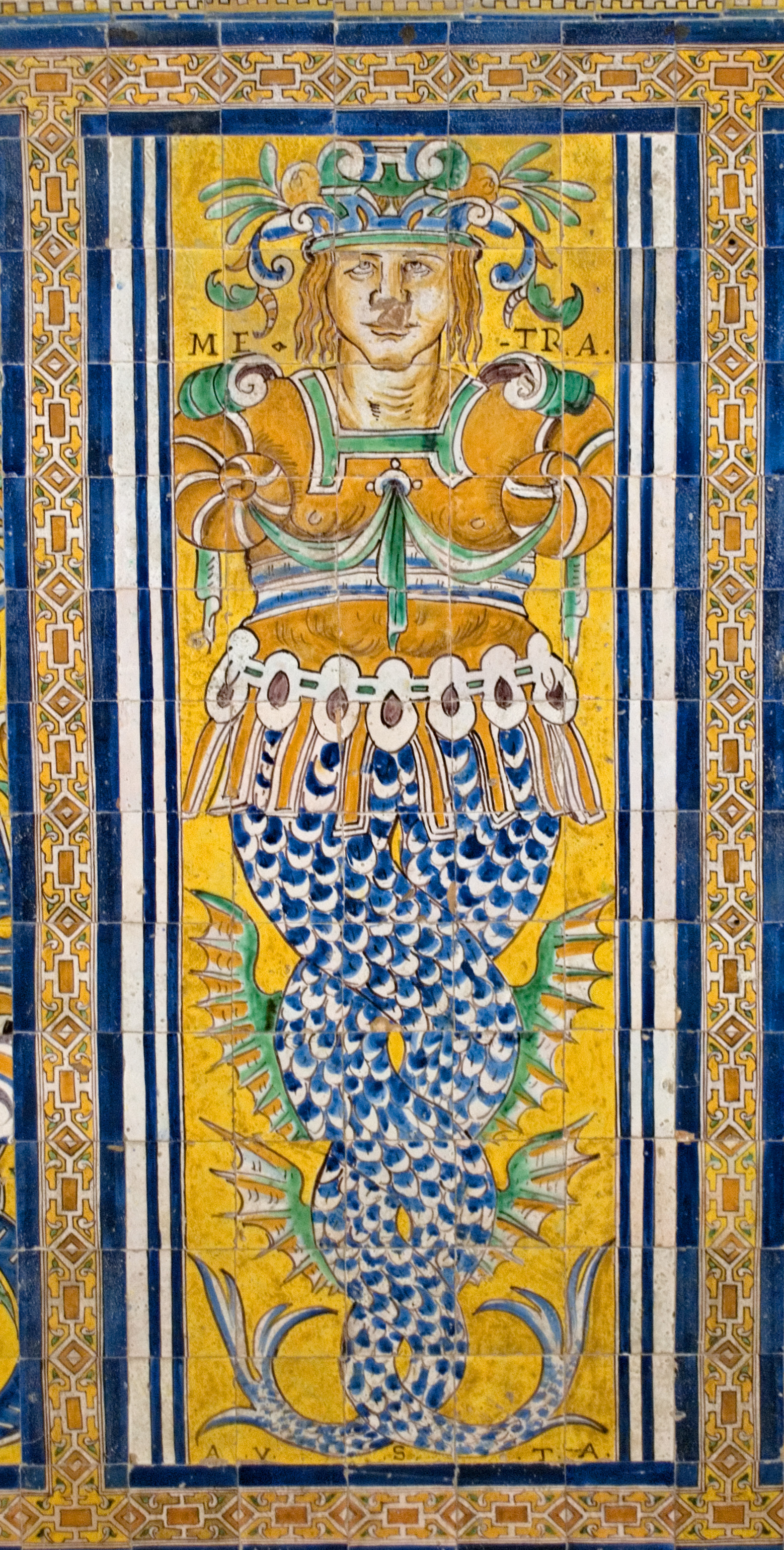
Alcázar de Sevilla
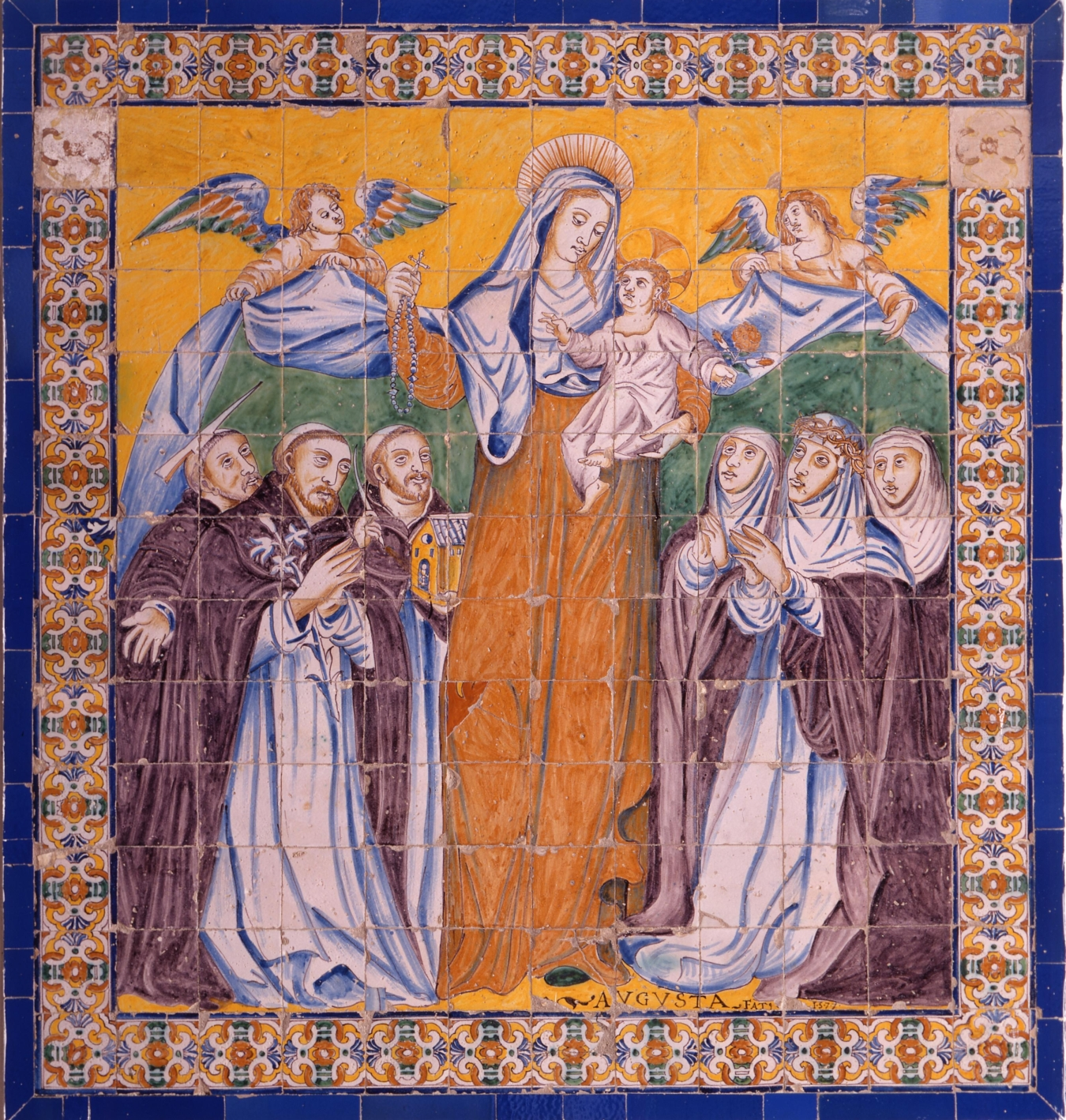
Virgen del Rosario.
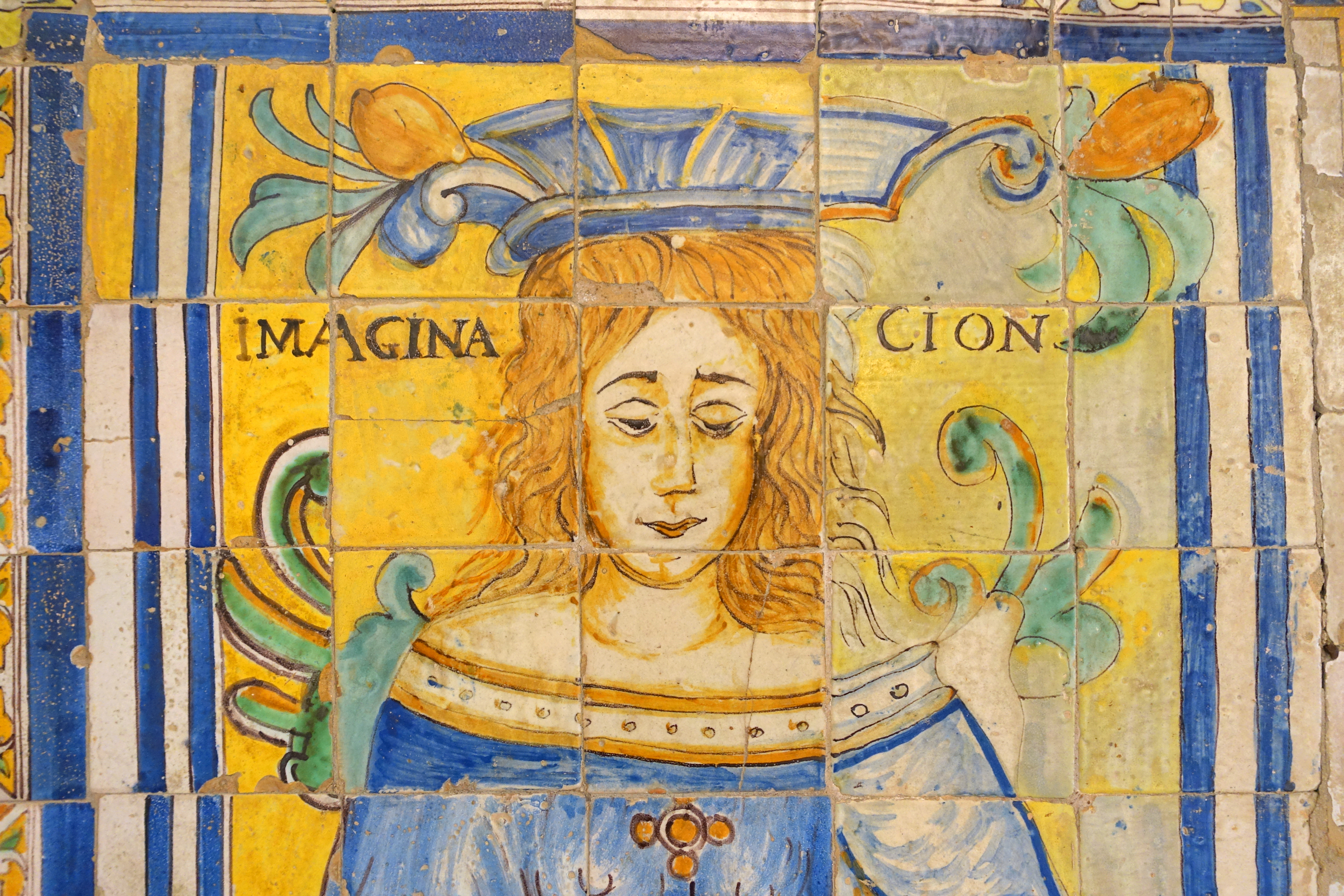
Alcázar de Sevilla
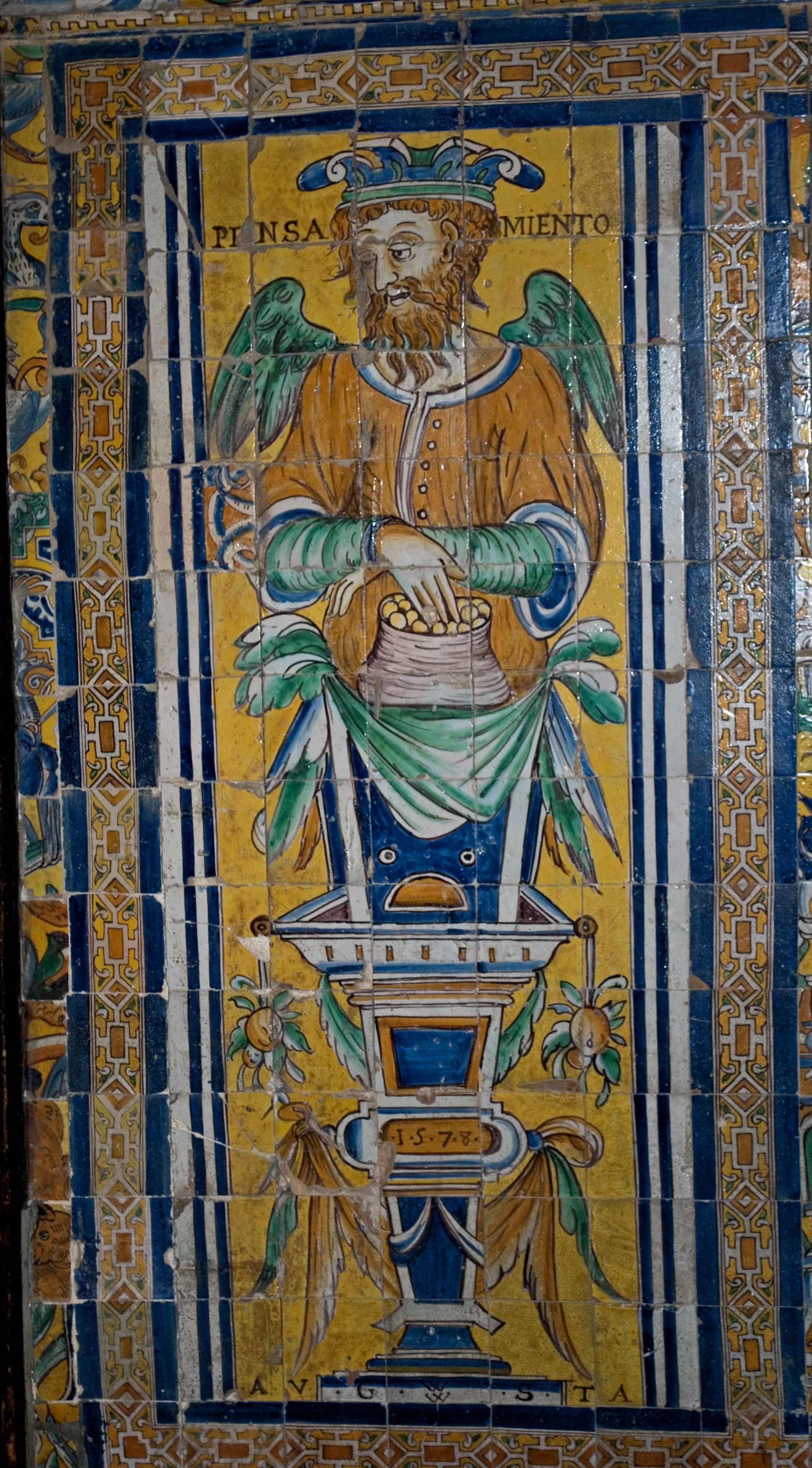
Alcázar de Sevilla